# Hi5
hi5是一座总部位于美国加利福尼亚州旧金山的社交網路服務，于2003年成立、2004年推出正式服务。TechCrunch曾预言称到2007年hi5将成为全球第二大社交网络，仅次于Myspace。2008年，comScore报道称hi5是世界上最流行的社交网站之一（第3名），仅次于Facebook和MySpace。2011年12月，if(we)（原名Tagged）收购了hi5，价格不明。

## 历史

hi5使用者最多的国家

hi5于2003年由拉穆•雅拉曼奇创立。在2004年前，公司在天使投资者帮助下募集到了25万美元并开始盈利。
hi5的发展速度很快，到了2006年中期，它成为了全球第八大社交网络。2007年，莫尔达维多风险投资公司向hi5发起了一连串的风险投资，总金额高达2000万美元。hi5在欧洲、拉丁美洲和亚洲占据了大量的市场份额，玛丽·米克曾经在她2007年的技术/互联网趋势报告将其世界最大的10个网站。
2009年4月，比尔·斯曼被任命为公司首席执行官，与此同时，公司开始将自己重新定位为社交游戏平台并开始向游戏开发商开放。2010年年初，hi5收购了社交游戏公司Big Six。2010年，hi5宣布它已从莫尔达维多募集3百万张换股票据，总资金高达800万美元。2010年7月，hi5从Crosslink Capital募集了1400万美元。

Hi5的旧logo，于2010被更替。

2011年1月，亚历克斯·圣约翰加入并担任了hi5的总裁兼首席技术官。据Quantcast报道，hi5的美国月度游客达到了270万，全球访客达到了46.1万。2011年，软件业资深人士卡伦·理查森开始担任该公司的董事会主席。
2011年12月，hi5的资产被if(we)（原名Tagged）收购。hi5拥有属于各种流派的200多个游戏，并以每周2至3个的速度开发新游戏。

## 特性
hi5有很多典型的社交功能，如朋友圈、分享照片、用户组和更新状态。2009年，hi5被重新设计，新版增加了许多游戏和娱乐功能。全站共有200多个各种流派的游戏，并以每周2-3个的速度开发新游戏。有的用户会将他们的个人资料展示给所有人查看；其他用户则只展示给自己圈子里的人。如果想加入hi5，您必须年满18岁。

## 市场
由于hi5的服务中心转移到了社交游戏上，ComScore在2011年年初将hi5重新划分为在线游戏网站。根据ComScore的数据，hi5是全球总流量第六多的在线游戏网站。尽管hi5的总部设在美国，它在其他国家更受欢迎，尤其是拉丁美洲。截至2015年4月，hi5的Alexa全球排名为第2069名。

## Magi.com
被收购后，hi5的管理团队创立了一个纯粹的游戏网站——Magi.com，并将其开放给其他游戏开发商。2012年6月，Magi.com关闭。